# Nacionalismo prussiano

Bandeira civil da Prússia, 1701-1935.

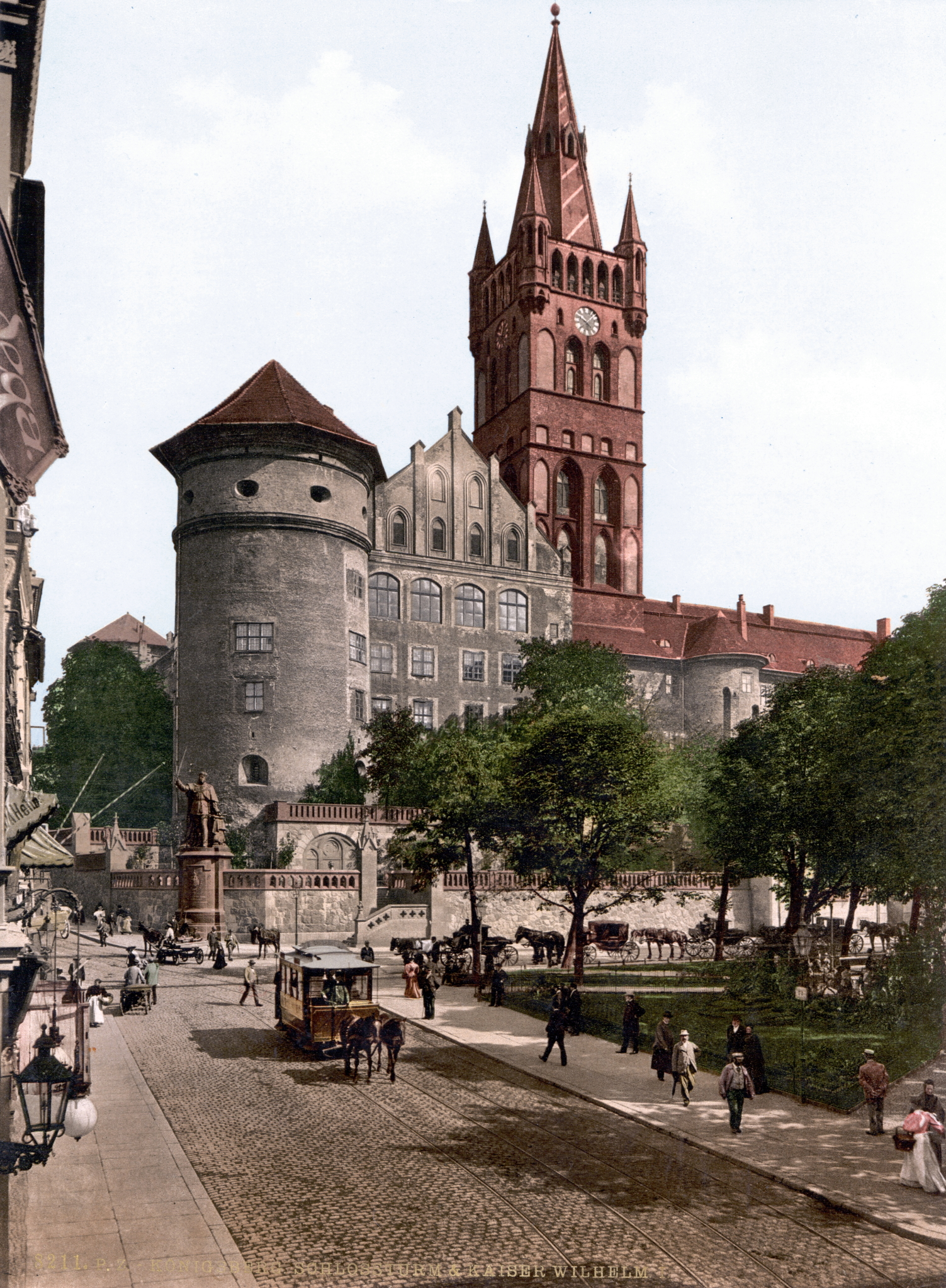
Königsberger Schloss antes da Primeira Guerra Mundial em Königsberg agora conhecida como Kaliningrado.

O nacionalismo prussiano foi o nacionalismo que afirmava os prussianos como uma nação e promoveu a unidade cultural dos prussianos. O nacionalismo prussiano surgiu como resultado da construção do Estado pela dinastia Hohenzollern que foi iniciada com a fusão de Brandenburgo com a Prússia Oriental no século XVI, seguida mais tarde pela incorporação da Prússia Ocidental, Pomerânia, Silésia, e grandes porções da Renânia e Vestfália por volta do século XIX. O nacionalismo prussiano cessou com a Prússia se tornando inexistente no período pós-Segunda Guerra Mundial.
O nacionalismo prussiano foi influente em vários conflitos militares: a Guerra dos Ducados do Elba em 1864, a Guerra Austro-Prussiana em 1866, e a Guerra franco-prussiana em 1870; com o sentimento nacionalista prussiano enfatizando o triunfalismo Protestante. Em 1871, a Prússia levou à unificação da Alemanha dentro do Império Alemão em que o imperador alemão foi também o rei da Prússia. O Estado de Alemanha, manifestado no Império Alemão criado pelo governo da Prússia de Otto von Bismarck, atraiu críticas de nacionalistas alemães como Konstantin Franz que acusou Bismarck de criar um Estado federal com base em metas nacionalistas prussianas e um desvio do nacionalismo alemão.